# Districte de Franklin
El Districte de Franklin va ser una divisió administrativa dels Territoris del Nord-oest, al Canadà, creada el 1895. El districte comprenia l'Arxipèlag Àrtic Canadenc, en què destaquen les grans illes Ellesmere, Baffin i Victòria. A banda, també comprenia una part del Canadà continental, les penínsules de Melville i Boothia.
Els navegants anglesos Martin Frobisher i Henry Hudson foren els primers europeus coneguts en visitar aquestes terres, tot i que possiblement navegants vikings, procedents de Groenlàndia, feren expedicions esporàdiques de caça per l'illa de Baffin durant els segles xi i xii. La zona fou transferida de l'autoritat colonial britànica al Domini del Canadà el 1894 i fou establert, en record a Sir John Franklin, l'any següent; tot i que les illes més septentrionals, les illes Sverdrup, foren reclamades per Noruega fins al 1930.
Junt amb el Districte de Keewatin i el Districte de Mackenzie, era un dels tres districtes dels antics Territoris del Nord-oest, abans de la formació de Nunavut el 1999. En aquell any va deixar d'existir, tot i que com a districte administratiu dels Territoris del Nord-oest havia deixat de funcionar diversos anys abans de l'escissió de Nunavut. L'antic Districte de Franklin va quedar dividit entre la part restant dels Territoris del Nord-oest i Nunavut. Durant el procés de divisió l'illa Victòria, així com d'altres illes més petites, quedà dividida en dues parts, una en mans de Nunavut i l'altra als Territoris del Nord-oest.